# Llista de les unitats oficials del National Park Service
A continuació es presenten les 411 unitats oficials que a partir de l'abril de 2016 eren gestionades pel National Park Service (Servei de Parcs Nacionals o NPS), incloent els 59 parcs nacionals dels Estats Units designats oficialment així que apareixen en negreta.
Aquest nombre és d'alguna manera confús. Per exemple, Denali es compta com dues unitats, ja que comprèn tant un parc nacional i una reserva nacional, mentre que el Fort Moultrie no es compta com una unitat, ja que es considera una part del Monument Nacional del Fort Sumter. A més, el NPS aporta recursos a moltes zones afiliades que no entren dins de la seva administració i que com a resultat no s'inclouen en la llista oficial. Un exemple és el Monument Commemoratiu Nacional d'Oklahoma City.
Delaware va ser l'últim estat sense una unitat oficial fins a la designació del Monument Nacional del Primer Estat (First State National Monument) el 25 de març de 2013. Les unitats es troben també al Districte de Colúmbia, Guam, Samoa Americana, les Illes Verges i Puerto Rico. La mancomunitat de les Illes Mariannes Septentrionals conté només un parc afiliat.
| Nom                                                         | Nom original                                        | Designació oficial                         | Estat(s) | Web |
| ----------------------------------------------------------- | --------------------------------------------------- | ------------------------------------------ | --- | --- |
| Horseshoe Bend                                              | Horseshoe Bend                                      | Parc militar nacional                      | Alabama |     |
| Canyó del Riu Little                                        | Little River Canyon                                 | Reserva nacional                           | Alabama |     |
| Cova de Russell                                             | Russell Cave                                        | Monument nacional                          | Alabama |     |
| Aviadors de Tuskegee                                        | Tuskegee Airmen                                     | Lloc històric nacional                     | Alabama |     |
| Institut de Tuskegee                                        | Tuskegee Institute                                  | Lloc històric nacional                     | Alabama |     |
| Alagnak                                                     | Alagnak                                             | Riu salvatge                               | Alaska |     |
| Aniakchak                                                   | Aniakchak                                           | Monument nacional                          | Alaska |     |
| Aniakchak                                                   | Aniakchak                                           | Reserva nacional                           | Alaska |     |
| Pont Terrestre de Bering                                    | Bering Land Bridge                                  | Reserva nacional                           | Alaska |     |
| Cap Krusenstern                                             | Cape Krusenstern                                    | Monument nacional                          | Alaska |     |
| Denali                                                      | Denali                                              | Parc nacional                              | Alaska |     |
| Denali                                                      | Denali                                              | Reserva nacional                           | Alaska |     |
| Portes de l'Àrtida                                          | Gates of the Arctic                                 | Parc nacional                              | Alaska |     |
| Portes de l'Àrtida                                          | Gates of the Arctic                                 | Reserva nacional                           | Alaska |     |
| Badia de les Glaceres                                       | Glacier Bay                                         | Parc nacional                              | Alaska |     |
| Badia de les Glaceres                                       | Glacier Bay                                         | Reserva nacional                           | Alaska |     |
| Katmai                                                      | Katmai                                              | Parc nacional                              | Alaska |     |
| Katmai                                                      | Katmai                                              | Reserva nacional                           | Alaska |     |
| Fiords de Kenai                                             | Kenai Fjords                                        | Parc nacional                              | Alaska |     |
| Febre de l'Or de Klondike                                   | Klondike Gold Rush                                  | Parc històric nacional                     | Alaska, Washington |     |
| Vall de Kobuk                                               | Kobuk Valley                                        | Parc nacional                              | Alaska |     |
| Llac Clark                                                  | Lake Clark                                          | Parc nacional                              | Alaska |     |
| Llac Clark                                                  | Lake Clark                                          | Reserva nacional                           | Alaska |     |
| Noatak                                                      | Noatak                                              | Reserva nacional                           | Alaska |     |
| Sitka                                                       | Sitka                                               | Parc històric nacional                     | Alaska |     |
| Valor al Pacífic durant la Segona Guerra Mundial            | World War II Valor in the Pacific                   | Monument nacional                          | Alaska, Califòrnia, Hawaii |     |
| Wrangell-Sant Elies                                         | Wrangell-St. Elias                                  | Parc nacional                              | Alaska |     |
| Wrangell-Sant Elies                                         | Wrangell-St. Elias                                  | Reserva nacional                           | Alaska |     |
| Rius Yukon-Charley                                          | Yukon-Charley Rivers                                | Reserva nacional                           | Alaska |     |
| Samoa Americana                                             | American Samoa                                      | Parc nacional                              | Samoa Americana |     |
| Canyó de Chelly                                             | Canyon de Chelly                                    | Monument national                          | Arizona |     |
| Ruïnes de Casa Grande                                       | Casa Grande Ruins                                   | Monument nacional                          | Arizona |     |
| Chiricahua                                                  | Chiricahua                                          | Monument nacional                          | Arizona |     |
| Coronado                                                    | Coronado                                            | Monument commemoratiu nacional             | Arizona |     |
| Fort Bowie                                                  | Fort Bowie                                          | Lloc històric nacional                     | Arizona |     |
| Glen Canyon                                                 | Glen Canyon                                         | Àrea recreativa nacional                   | Arizona, Utah |     |
| Gran Canyó                                                  | Grand Canyon                                        | Parc nacional                              | Arizona |     |
| Hohokam Pima                                                | Hohokam Pima                                        | Monument nacional                          | Arizona |     |
| Hubbell Trading Post                                        | Hubbell Trading Post                                | Lloc històric nacional                     | Arizona |     |
| Montezuma Castle                                            | Montezuma Castle                                    | Monument nacional                          | Arizona |     |
| Navajo                                                      | Navajo                                              | Monument nacional                          | Arizona |     |
| Cactus Tubs d'Orgue                                         | Organ Pipe Cactus                                   | Monument nacional                          | Arizona |     |
| Bosc Petrificat                                             | Petrified Forest                                    | Parc nacional                              | Arizona |     |
| Pipe Spring                                                 | Pipe Spring                                         | Monument nacional                          | Arizona |     |
| Saguaro                                                     | Saguaro                                             | Parc nacional                              | Arizona |     |
| Sunset Crater Volcano                                       | Sunset Crater Volcano                               | Monument nacional                          | Arizona |     |
| Tonto                                                       | Tonto                                               | Monument nacional                          | Arizona |     |
| Tumacácori                                                  | Tumacácori                                          | Lloc històric nacional                     | Arizona |     |
| Tuzigoot                                                    | Tuzigoot                                            | Monument nacional                          | Arizona |     |
| Walnut Canyon                                               | Walnut Canyon                                       | Monument nacional                          | Arizona |     |
| Wupatki                                                     | Wupatki                                             | Monument nacional                          | Arizona |     |
| Fort Arkansas                                               | Arkansas Post                                       | Monument commemoratiu nacional             | Arkansas |     |
| Buffalo                                                     | Buffalo                                             | Riu nacional                               | Arkansas |     |
| Central High School                                         | Central High School                                 | Lloc històric nacional                     | Arkansas |     |
| Fort Smith                                                  | Fort Smith                                          | Lloc històric nacional                     | Arkansas, Oklahoma |     |
| Hot Springs                                                 | Hot Springs                                         | Parc nacional                              | Arkansas |     |
| Pea Ridge                                                   | Pea Ridge                                           | Parc militar nacional                      | Arkansas |     |
| Casa Natal del President William Jefferson Clinton          | President William Jefferson Clinton Birthplace Home | Lloc històric nacional                     | Arkansas |     |
| Cabrillo                                                    | Cabrillo                                            | Monument nacional                          | Califòrnia |     |
| Castle Mountains                                            | Castle Mountains                                    | Monument nacional                          | Califòrnia |     |
| César E. Chávez                                             | César E. Chávez                                     | Monument nacional                          | Califòrnia |     |
| Illes del Canal                                             | Channel Islands                                     | Parc nacional                              | Califòrnia |     |
| Vall de la Mort                                             | Death Valley                                        | Parc nacional                              | Califòrnia, Nevada |     |
| Devils Postpile                                             | Devils Postpile                                     | Monument nacional                          | Califòrnia |     |
| Eugene O'Neill                                              | Eugene O'Neill                                      | Lloc històric nacional                     | Califòrnia |     |
| Fort Point                                                  | Fort Point                                          | Lloc històric nacional                     | Califòrnia |     |
| Golden Gate                                                 | Golden Gate                                         | Àrea recreativa nacional                   | Califòrnia |     |
| John Muir                                                   | John Muir                                           | Lloc històric nacional                     | Califòrnia |     |
| Arbres de Josuè                                             | Joshua Tree                                         | Parc nacional                              | Califòrnia |     |
| Canyó dels Reis                                             | Kings Canyon                                        | Parc nacional                              | Califòrnia |     |
| Volcànic de Lassen                                          | Lassen Volcanic                                     | Parc nacional                              | Califòrnia |     |
| Lava Beds                                                   | Lava Beds                                           | Monument nacional                          | Califòrnia |     |
| Manzanar                                                    | Manzanar                                            | Lloc històric nacional                     | Califòrnia |     |
| Mojave                                                      | Mojave                                              | Reserva nacional                           | Califòrnia |     |
| Muir Woods                                                  | Muir Woods                                          | Monument nacional                          | Califòrnia |     |
| Pinacles                                                    | Pinnacles                                           | Parc nacional                              | Califòrnia |     |
| Punta Reyes                                                 | Point Reyes                                         | Costa nacional                             | Califòrnia |     |
| Magatzem Naval del Port Chicago                             | Port Chicago Naval Magazine                         | Monument commemoratiu nacional             | Califòrnia |     |
| Redwood                                                     | Redwood                                             | Parc nacional                              | Califòrnia |     |
| Rosie la Rebladora/La Segona Guerra Mundial al Front Intern | Rosie the Riveter/World War II Home Front           | Parc històric nacional                     | Califòrnia |     |
| San Francisco Maritime                                      | San Francisco Maritime                              | Parc històric nacional                     | Califòrnia |     |
| Santa Monica Mountains                                      | Santa Monica Mountains                              | Àrea recreativa nacional                   | Califòrnia |     |
| Sequoia                                                     | Sequoia                                             | Parc nacional                              | Califòrnia |     |
| Whiskeytown-Shasta-Trinity                                  | Whiskeytown-Shasta-Trinity                          | Àrea recreativa nacional                   | Califòrnia |     |
| Yosemite                                                    | Yosemite                                            | Parc nacional                              | Califòrnia |     |
| Antic Fort Bent                                             | Bent's Old Fort                                     | Lloc històric nacional                     | Colorado |     |
| Canyó Negre del Gunnison                                    | Black Canyon of the Gunnison                        | Parc nacional                              | Colorado |     |
| Colorado                                                    | Colorado                                            | Monument nacional                          | Colorado |     |
| Curecanti                                                   | Curecanti                                           | Àrea recreativa nacional                   | Colorado |     |
| Dinosaur                                                    | Dinosaur                                            | Monument nacional                          | Colorado, Utah |     |
| Jaciments de Fòssils de Florissant                          | Florissant Fossil Beds                              | Monument nacional                          | Colorado |     |
| Great Sand Dunes National Park                              | Great Sand Dunes                                    | Parc nacional                              | Colorado |     |
| Great Sand Dunes National Park                              | Great Sand Dunes                                    | Reserva nacional                           | Colorado |     |
| Hovenweep                                                   | Hovenweep                                           | Monument nacional                          | Colorado, Utah |     |
| Mesa Verde                                                  | Mesa Verde                                          | Parc nacional                              | Colorado |     |
| Muntanyes Rocoses                                           | Rocky Mountain                                      | Parc nacional                              | Colorado |     |
| Massacre de Sand Creek                                      | Sand Creek Massacre                                 | Lloc històric nacional                     | Colorado |     |
| Yucca House                                                 | Yucca House                                         | Monument nacional                          | Colorado |     |
| Granja Weir                                                 | Weir Farm                                           | Lloc històric nacional                     | Connecticut |     |
| First State                                                 | First State                                         | Parc històric nacional                     | Delaware, Pennsilvània |     |
| Big Cypress                                                 | Big Cypress                                         | Reserva nacional                           | Florida |     |
| Biscaí                                                      | Biscayne                                            | Parc nacional                              | Florida |     |
| Canaveral                                                   | Canaveral                                           | Costa nacional                             | Florida |     |
| Castillo de San Marcos                                      | Castillo de San Marcos                              | Monument nacional                          | Florida |     |
| De Soto                                                     | De Soto                                             | Monument commemoratiu nacional             | Florida |     |
| Tortugues Seques                                            | Dry Tortugas                                        | Parc nacional                              | Florida |     |
| Everglades                                                  | Everglades                                          | Parc nacional                              | Florida |     |
| Fort Caroline                                               | Fort Caroline                                       | Monument commemoratiu nacional             | Florida |     |
| Fort Matanzas                                               | Fort Matanzas                                       | Monument nacional                          | Florida |     |
| Illes del Golf                                              | Gulf Islands                                        | Costa nacional                             | Florida, Mississipi |     |
| Timucuan                                                    | Timucuan                                            | Reserva nacional                           | Florida |     |
| Andersonville                                               | Andersonville                                       | Lloc històric nacional                     | Geòrgia |     |
| Riu Chattachoochee                                          | Chattahoochee River                                 | Àrea recreativa nacional                   | Geòrgia |     |
| Chickamauga i Chattanooga                                   | Chickamauga and Chattanooga                         | Parc militar nacional                      | Geòrgia, Tennessee |     |
| Illa Cumberland                                             | Cumberland Island                                   | Costa nacional                             | Geòrgia |     |
| Fort Frederica                                              | Fort Frederica                                      | Monument nacional                          | Geòrgia |     |
| Fort Pulaski                                                | Fort Pulaski                                        | Monument nacional                          | Geòrgia |     |
| Jimmy Carter                                                | Jimmy Carter                                        | Lloc històric nacional                     | Geòrgia |     |
| Muntanya Kennesaw                                           | Kennesaw Mountain                                   | Parc de camp de batalla nacional           | Geòrgia |     |
| Martin Luther King, Jr.                                     | Martin Luther King, Jr.                             | Lloc històric nacional                     | Geòrgia |     |
| Ocmulgee                                                    | Ocmulgee                                            | Monument nacional                          | Geòrgia |     |
| Guerra al Pacífic                                           | War in the Pacific                                  | Parc històric nacional                     | Guam |     |
| Haleakalā                                                   | Haleakalā                                           | Parc nacional                              | Hawaii |     |
| Volcans de Hawaiʻi                                          | Hawaiʻi Volcanoes                                   | Parc nacional                              | Hawaii |     |
| Honouliuli                                                  | Honouliuli                                          | Monument nacional                          | Hawaii |     |
| Kalaupapa                                                   | Kalaupapa                                           | Parc històric nacional                     | Hawaii |     |
| Kaloko-Honokōhau                                            | Kaloko-Honokōhau                                    | Parc històric nacional                     | Hawaii |     |
| Puʻuhonua o Hōnaunau                                        | Puʻuhonua o Hōnaunau                                | Parc històric nacional                     | Hawaii |     |
| Puʻukoholā Heiau                                            | Puʻukoholā Heiau                                    | Lloc històric nacional                     | Hawaii |     |
| City of Rocks                                               | City of Rocks                                       | Reserva nacional                           | Idaho |     |
| Craters of the Moon National Monument                       | Craters of the Moon                                 | Monument nacional                          | Idaho |     |
| Craters of the Moon National Preserve                       | Craters of the Moon                                 | Reserva nacional                           | Idaho |     |
| Hagerman Fossil Beds                                        | Hagerman Fossil Beds                                | Monument nacional                          | Idaho |     |
| Minidoka                                                    | Minidoka                                            | Lloc històric nacional                     | Idaho |     |
| Nez Perce                                                   | Nez Perce                                           | Parc històric nacional                     | Idaho, Montana, Oregon, Washington |     |
| Casa de Lincoln                                             | Lincoln Home                                        | Lloc històric nacional                     | Illinois |     |
| Pullman                                                     | Pullman                                             | Monument nacional                          | Illinois |     |
| George Rogers Clark                                         | George Rogers Clark                                 | Parc històric nacional                     | Indiana |     |
| Indiana Dunes                                               | Indiana Dunes                                       | Riba de llac nacional                      | Indiana |     |
| Infantesa de Lincoln                                        | Lincoln Boyhood                                     | Monument commemoratiu nacional             | Indiana |     |
| Effigy Mounds                                               | Effigy Mounds                                       | Monument nacional                          | Iowa |     |
| Herbert Hoover                                              | Herbert Hoover                                      | Lloc històric nacional                     | Iowa |     |
| Brown contra Consell d'Educació                             | Brown v. Board of Education                         | Lloc històric nacional                     | Kansas |     |
| Fort Larned                                                 | Fort Larned                                         | Lloc històric nacional                     | Kansas |     |
| Fort Scott                                                  | Fort Scott                                          | Lloc històric nacional                     | Kansas |     |
| Nicodemus                                                   | Nicodemus                                           | Lloc històric nacional                     | Kansas |     |
| Prada de Herbes Altes                                       | Tallgrass Prairie                                   | Reserva nacional                           | Kansas |     |
| Lloc de Naixement d'Abraham Lincoln                         | Abraham Lincoln Birthplace                          | Parc històric nacional                     | Kentucky |     |
| Coll de Cumberland                                          | Cumberland Gap                                      | Parc històric nacional                     | Kentucky, Tennessee, Virgínia |     |
| Cova Colosssal                                              | Mammoth Cave                                        | Parc nacional                              | Kentucky |     |
| Crioll del Riu Cane                                         | Cane River Creole                                   | Parc històric nacional                     | Louisiana |     |
| Jean Lafitte                                                | Jean Lafitte                                        | Parc històric nacional i reserva           | Louisiana |     |
| Jazz de Nova Orleans                                        | New Orleans Jazz                                    | Parc històric nacional                     | Louisiana |     |
| Poverty Point                                               | Poverty Point                                       | Monument nacional                          | Louisiana |     |
| Acàdia                                                      | Acadia                                              | Parc nacional                              | Maine |     |
| Apalatxes                                                   | Appalachian                                         | Sender paisatgístic nacional               | Geòrgia, Carolina del Nord, Tennessee, Virgínia, Virgínia de l'Oest, Maryland, Pennsilvània, Nova Jersey, Nova York, Connecticut, Massachusetts, Vermont, Nou Hampshire, i Maine |     |
| Illa Saint Croix                                            | Saint Croix Island                                  | Lloc històric internacional                | Maine |     |
| Antietam                                                    | Antietam                                            | Camp de batalla nacional                   | Maryland |     |
| Illa Assateague                                             | Assateague Island                                   | Costa nacional                             | Maryland, Virgínia |     |
| Muntanya Catoctin                                           | Catoctin Mountain                                   | Parc                                       | Maryland |     |
| Canal Chesapeake i Ohio                                     | Chesapeake & Ohio Canal                             | Parc històric nacional                     | Maryland, Districte de Colúmbia, Virgínia de l'Oest |     |
| Clara Barton                                                | Clara Barton                                        | Lloc històric nacional                     | Maryland |     |
| Fort McHenry                                                | Fort McHenry                                        | Monument nacional i santuari històric      | Maryland |     |
| Fort Washington                                             | Fort Washington                                     | Parc                                       | Maryland |     |
| Greenbelt                                                   | Greenbelt                                           | Parc                                       | Maryland |     |
| Hampton                                                     | Hampton                                             | Lloc històric nacional                     | Maryland |     |
| Ferrocarril Clandestí Harriet Tubman                        | Harriet Tubman Underground Railroad                 | Parc històric nacional                     | Maryland |     |
| Monocacy                                                    | Monocacy                                            | Camp de batalla nacional                   | Maryland |     |
| Piscataway                                                  | Piscataway                                          | Parc                                       | Maryland |     |
| Patrimoni del Potomac                                       | Potomac Heritage                                    | Sender paisatgístic nacional               | Maryland, Districte de Colúmbia, Virgínia, Pennsilvània |     |
| Thomas Stone                                                | Thomas Stone                                        | Lloc històric nacional                     | Maryland |     |
| Adams                                                       | Adams                                               | Parc històric nacional                     | Massachusetts |     |
| Afroamericà de Boston                                       | Boston African American                             | Lloc històric nacional                     | Massachusetts |     |
| Illes del Port de Boston                                    | Boston Harbor Islands                               | Àrea recreativa nacional                   | Massachusetts |     |
| Boston                                                      | Boston                                              | Parc històric nacional                     | Massachusetts |     |
| Cap Cod                                                     | Cape Cod                                            | Costa nacional                             | Massachusetts |     |
| Frederick Law Olmstead                                      | Frederick Law Olmstead                              | Lloc històric nacional                     | Massachusetts |     |
| John Fitzgerald Kennedy                                     | John Fitzgerald Kennedy                             | Lloc històric nacional                     | Massachusetts |     |
| Casa de Longfellow - Quarter General de Washington          | Longfellow House - Washington's Headquarters        | Lloc històric nacional                     | Massachusetts |     |
| Lowell                                                      | Lowell                                              | Parc històric nacional                     | Massachusetts |     |
| Minuteman                                                   | Minuteman                                           | Parc històric nacional                     | Massachusetts |     |
| Caça de Balenes de New Bedford                              | New Bedford Whaling                                 | Parc històric nacional                     | Massachusetts |     |
| Marítim de Salem                                            | Salem Maritime                                      | Lloc històric nacional                     | Massachusetts |     |
| Siderúrgia de Saugus                                        | Saugus Iron Works                                   | Lloc històric nacional                     | Massachusetts |     |
| Armeria de Springfield                                      | Springfield Armory                                  | Lloc històric nacional                     | Massachusetts |     |
| Illa Royale                                                 | Isle Royale                                         | Parc nacional                              | Michigan |     |
| Keweenaw                                                    | Keweenaw                                            | Parc històric nacional                     | Michigan |     |
| Pictured Rocks                                              | Pictured Rocks                                      | Riba de llac nacional                      | Michigan |     |
| Riu Raisin                                                  | River Raisin                                        | Parc de camp de batalla nacional           | Michigan |     |
| Sleeping Bear Dunes                                         | Sleeping Bear Dunes                                 | Riba de llac nacional                      | Michigan |     |
| Grand Portage                                               | Grand Portage                                       | Monument nacional                          | Minnesota |     |
| Mississipi                                                  | Mississippi                                         | Riu nacional i àrea recreativa             | Minnesota |     |
| Pipestone                                                   | Pipestone                                           | Monument nacional                          | Minnesota |     |
| Voyageurs                                                   | Voyageurs                                           | Parc nacional                              | Minnesota |     |
| Cruïlla de Brice                                            | Brices Cross Roads                                  | Lloc de camp de batalla nacional           | Mississipi |     |
| Natchez                                                     | Natchez                                             | Parc històric nacional                     | Mississipi |     |
| Pas de Natchez                                              | Natchez Trace                                       | Via parc                                   | Mississipi, Alabama, Tennessee |     |
| Pas de Natchez                                              | Natchez Trace                                       | Sender paisatgístic nacional               | Mississipi, Alabama, Tennessee |     |
| Tupelo                                                      | Tupelo                                              | Camp de batalla nacional                   | Mississipi |     |
| Vicksburg                                                   | Vicksburg                                           | Parc militar nacional                      | Mississipi, Louisiana |     |
| George Washington Carver                                    | George Washington Carver                            | Monument nacional                          | Missouri |     |
| Harry S. Truman                                             | Harry S. Truman                                     | Lloc històric nacional                     | Missouri |     |
| Expansió Nacional de Jefferson                              | Jefferson National Expansion                        | Monument commemoratiu nacional             | Missouri |     |
| Ozark                                                       | Ozark                                               | Rius paisatgístics nacionals               | Missouri |     |
| Ulysses S. Grant                                            | Ulysses S. Grant                                    | Lloc històric nacional                     | Missouri |     |
| Wilson's Creek                                              | Wilson's Creek                                      | Camp de batalla nacional                   | Missouri |     |
| Big Hole                                                    | Big Hole                                            | Camp de batalla nacional                   | Montana |     |
| Canyó del Bighorn                                           | Bighorn Canyon                                      | Àrea nacional recreativa                   | Montana |     |
| Glaceres                                                    | Glacier                                             | Parc nacional                              | Montana |     |
| Ranxo Grant-Kohrs                                           | Grant-Kohrs Ranch                                   | Lloc històric nacional                     | Montana |     |
| Camp de Batalla del Little Bighorn                          | Little Bighorn Battlefield                          | Monument nacional                          | Montana |     |
| Llits de fòssils d'Agate                                    | Agate Fossil Beds                                   | Monument nacional                          | Nebraska |     |
| Homestead d'Amèrica                                         | Homestead of America                                | Monument nacional                          | Nebraska |     |
| Missouri                                                    | Missouri                                            | Riu recreatiu nacional                     | Nebraska, Dakota del Sud |     |
| Niobrara                                                    | Niobrara                                            | Riu paisatgístic nacional                  | Nebraska |     |
| Scotts Bluff                                                | Scotts Bluff                                        | Monument nacional                          | Nebraska |     |
| Gran Conca                                                  | Great Basin                                         | Parc nacional                              | Nevada |     |
| Jaciments de Fòssils de Tule Springs                        | Tule Springs Fossil Beds                            | Monument nacional                          | Nevada |     |
| Llac Mead                                                   | Lake Mead                                           | Àrea recreativa nacional                   | Nevada, Arizona |     |
| Saint-Gaudens                                               | Saint-Gaudens                                       | Lloc històric nacional                     | Nou Hampshire |     |
| Great Egg Harbor                                            | Great Egg Harbor                                    | Riu paisatgístic i recreatiu               | Nova Jersey |     |
| Morristown                                                  | Morristown                                          | Lloc històric nacional                     | Nova Jersey |     |
| Paterson Great Falls                                        | Paterson Great Falls                                | Lloc històric nacional                     | Nova Jersey |     |
| Thomas Edison                                               | Thomas Edison                                       | Lloc històric nacional                     | Nova Jersey |     |
| Ruïnes Asteques                                             | Aztec Ruins                                         | Monument nacional                          | Nou Mèxic |     |
| Bandelier                                                   | Bandelier                                           | Monument nacional                          | Nou Mèxic |     |
| Volcà Capulin                                               | Capulin Volcano                                     | Monument nacional                          | Nou Mèxic |     |
| Carlsbad Caverns National Park                              | Carlsbad Caverns                                    | Parc nacional                              | Nou Mèxic |     |
| Cultura Chaco                                               | Chaco Culture                                       | Lloc històric nacional                     | Nou Mèxic |     |
| El Malpais                                                  | El Malpais                                          | Monument nacional                          | Nou Mèxic |     |
| El Morro                                                    | El Morro                                            | Monument nacional                          | Nou Mèxic |     |
| Fort Union                                                  | Fort Union                                          | Monument nacional                          | Nou Mèxic |     |
| Habitatges dels Penya-segats del Gila                       | Gila Cliff Dwellings                                | Monument nacional                          | Nou Mèxic |     |
| Projecte Manhattan                                          | Manhattan Project                                   | Lloc històric nacional                     | Nou Mèxic, Washington, Tennessee |     |
| Pecos                                                       | Pecos                                               | Lloc històric nacional                     | Nou Mèxic |     |
| Petròglifs                                                  | Petroglyph                                          | Monument nacional                          | Nou Mèxic |     |
| Missions dels Pueblos de Salinas                            | Salinas Pueblo Missions                             | Monument nacional                          | Nou Mèxic |     |
| Valles Caldera                                              | Valles Caldera                                      | Reserva nacional                           | Nou Mèxic |     |
| Sorres Blanques                                             | White Sands                                         | Monument nacional                          | Nou Mèxic |     |
| Cementiris Africans                                         | African Burial Ground                               | Monument nacional                          | Nova York |     |
| Castell Clinton                                             | Castle Clinton                                      | Monument nacional                          | Nova York |     |
| Eleanor Roosevelt                                           | Eleanor Roosevelt                                   | Lloc històric nacional                     | Nova York |     |
| Federal Hall                                                | Federal Hall                                        | Monument commemoratiu nacional             | Nova York |     |
| Illa Fire                                                   | Fire Island                                         | Costa nacional                             | Nova York |     |
| Fort Stanwix                                                | Fort Stanwix                                        | Monument nacional                          | Nova York |     |
| Gateway                                                     | Gateway                                             | Àrea recreativa nacional                   | Nova York, Nova Jersey |     |
| General Grant                                               | General Grant                                       | Monument commemoratiu nacional             | Nova York |     |
| Illa Governors                                              | Governors Island                                    | Monument nacional                          | Nova York |     |
| Granja de Hamilton                                          | Hamilton Grange                                     | Monument commemoratiu nacional             | Nova York |     |
| Casa de Franklin D. Roosevelt                               | Home of Franklin D. Roosevelt                       | Lloc històric nacional                     | Nova York |     |
| Martin Van Buren                                            | Martin Van Buren                                    | Lloc històric nacional                     | Nova York |     |
| Església de Sant Pau                                        | Saint Paul's Church                                 | Lloc històric nacional                     | Nova York |     |
| Sagamore Hill                                               | Sagamore Hill                                       | Lloc històric nacional                     | Nova York |     |
| Saratoga                                                    | Saratoga                                            | Parc històric nacional                     | Nova York |     |
| Estàtua de la Llibertat                                     | Statue of Liberty                                   | Monument nacional                          | Nova York, Nova Jersey |     |
| Lloc de Naixement de Theodore Roosevelt                     | Theodore Roosevelt Birthplace                       | Lloc històric nacional                     | Nova York |     |
| Presa de Possessió de Theodore Roosevelt                    | Theodore Roosevelt Inaugural                        | Lloc històric nacional                     | Nova York |     |
| Mansió de Vanderbilt                                        | Vanderbilt Mansion                                  | Lloc històric nacional                     | Nova York |     |
| Drets de la Dona                                            | Women's Rights                                      | Parc històric nacional                     | Nova York |     |
| Cresta Blava                                                | Blue Ridge                                          | Via parc                                   | Carolina del Nord, Virgínia |     |
| Cap Hatteras                                                | Cape Hatteras                                       | Costa nacional                             | Carolina del Nord |     |
| Cap Lookout                                                 | Cape Lookout                                        | Costa nacional                             | Carolina del Nord |     |
| Casa de Carl Sandburg                                       | Carl Sandburg Home                                  | Lloc històric nacional                     | Carolina del Nord |     |
| Fort Raleigh                                                | Fort Raleigh                                        | Lloc històric nacional                     | Carolina del Nord |     |
| Guilford Courthouse                                         | Guilford Courthouse                                 | Parc militar nacional                      | Carolina del Nord |     |
| Moores Creek                                                | Moores Creek                                        | Camp de batalla nacional                   | Carolina del Nord |     |
| Germans Wright                                              | Wright Brothers                                     | Monument commemoratiu nacional             | Carolina del Nord |     |
| Factoria del Fort Union                                     | Fort Union Trading Post                             | Lloc històric nacional                     | Dakota del Nord, Montana |     |
| Viles Índies del Riu Knife                                  | Knife River Indian Villages                         | Lloc històric nacional                     | Dakota del Nord |     |
| Theodore Roosevelt                                          | Theodore Roosevelt                                  | Parc nacional                              | Dakota del Nord |     |
| Soldats Búfals de Charles Young                             | Charles Young Buffalo Soldiers                      | Monument nacional                          | Ohio |     |
| Vall del Cuyahoga                                           | Cuyahoga Valley                                     | Parc nacional                              | Ohio |     |
| Patrimoni d'Aviació de Dayton                               | Dayton Aviation Heritage                            | Parc històric nacional                     | Ohio |     |
| Primeres Dames                                              | First Ladies                                        | Lloc històric nacional                     | Ohio |     |
| Cultura Hopewell                                            | Hopewell Culture                                    | Parc històric nacional                     | Ohio |     |
| James A. Garfield                                           | James A. Garfield                                   | Lloc històric nacional                     | Ohio |     |
| Victòria de Perry i Pau Internacional                       | Perry's Victory and International Peace             | Monument commemoratiu                      | Ohio |     |
| William Howard Taft                                         | William Howard Taft                                 | Lloc històric nacional                     | Ohio |     |
| Chickasaw                                                   | Chickasaw                                           | Àrea recreativa nacional                   | Oklahoma |     |
| Camp de Batalla de Washita                                  | Washita Battlefield                                 | Lloc històric nacional                     | Oklahoma |     |
| Llac del Cràter                                             | Crater Lake                                         | Parc nacional                              | Oregon |     |
| Lewis i Clark                                               | Lewis and Clark                                     | Parc històric nacional                     | Oregon, Washington |     |
| Jaciments de Fòssils de John Day                            | John Day Fossil Beds                                | Monument nacional                          | Oregon |     |
| Coves d'Oregon                                              | Oregon Caves                                        | Monument nacional                          | Oregon |     |
| Ferrocarril Allegheny Portage                               | Allegheny Portage Railroad                          | Lloc històric nacional                     | Pennsilvània |     |
| Clusa Viva del Delaware                                     | Delaware Water Gap                                  | Àrea recreativa nacional                   | Pennsilvània, Nova Jersey |     |
| Edgar Allan Poe                                             | Edgar Allen Poe                                     | Lloc històric nacional                     | Pennsilvània |     |
| Eisenhower                                                  | Eisenhower                                          | Lloc històric nacional                     | Pennsilvània |     |
| Vol 93                                                      | Flight 93                                           | Monument commemoratiu nacional             | Pennsilvània |     |
| Fort Necessity                                              | Fort Necessity                                      | Camp de batalla nacional                   | Pennsilvània |     |
| Friendship Hill                                             | Friendship Hill                                     | Lloc històric nacional                     | Pennsilvània |     |
| Gettysburg                                                  | Gettysburg                                          | Parc militar nacional                      | Pennsilvània |     |
| Forn de Hopewell                                            | Hopewell Furnace                                    | Lloc històric nacional                     | Pennsilvània |     |
| Independència                                               | Independence                                        | Parc històric nacional                     | Pennsilvània |     |
| Inundació de Johnstown                                      | Johnstown Flood                                     | Monument commemoratiu nacional             | Pennsilvània |     |
| Delaware Mitjà                                              | Middle Delaware                                     | Riu paisatgístic nacional                  | Pennsilvània, Nova Jersey |     |
| Steamtown                                                   | Steamtown                                           | Lloc històric nacional                     | Pennsilvània |     |
| Thaddeus Kosciuszko                                         | Thaddeus Kosciuszko                                 | Monument commemoratiu nacional             | Pennsilvània |     |
| Delaware Superior                                           | Upper Delaware                                      | Riu paisatgístic i recreatiu               | Pennsilvània, Nova York |     |
| Val Forge                                                   | Valley Forge                                        | Parc històric nacional                     | Pennsilvània |     |
| San Juan                                                    | San Juan                                            | Lloc històric nacional                     | Puerto Rico |     |
| Roger Williams                                              | Roger Williams                                      | Monument commemoratiu nacional             | Rhode Island |     |
| Vall del Riu Blackstone                                     | Blackstone River Valley                             | Parc històric nacional                     | Rhode Island, Massachusetts |     |
| Charles Pinckney                                            | Charles Pinckney                                    | Lloc històric nacional                     | Carolina del Sud |     |
| Congaree                                                    | Congaree                                            | Parc nacional                              | Carolina del Sud |     |
| Cowpens                                                     | Cowpens                                             | Camp de batalla nacional                   | Carolina del Sud |     |
| Fort Sumter                                                 | Fort Sumer                                          | Monument nacional                          | Carolina del Sud |     |
| Muntanya Kings                                              | Kings Mountain                                      | Parc militar nacional                      | Carolina del Sud |     |
| Ninety Six                                                  | Ninety Six                                          | Lloc històric nacional                     | Carolina del Sud |     |
| Badlands                                                    | Badlands                                            | Parc nacional                              | Dakota del Sud |     |
| Cova Jewel                                                  | Jewel Cave                                          | Monument nacional                          | Dakota del Sud |     |
| Míssils Minuteman                                           | Minuteman Missile                                   | Lloc històric nacional                     | Dakota del Sud |     |
| Mont Rushmore                                               | Mount Rushmore                                      | Monument commemoratiu nacional             | Dakota del Sud |     |
| Cova del Vent                                               | Wind Cave                                           | Parc nacional                              | Dakota del Sud |     |
| Andrew Johnson                                              | Andrew Johnson                                      | Lloc històric nacional                     | Tennessee |     |
| Big South Fork                                              | Big South Fork                                      | Riu i àrea recreativa nacional             | Tennessee, Kentucky |     |
| Fort Donelson                                               | Fort Donelson                                       | Camp de batalla nacional                   | Tennessee, Kentucky |     |
| Great Smoky Mountains                                       | Great Smoky Mountains                               | Parc nacional                              | Tennessee, Carolina del Nord |     |
| Obed                                                        | Obed                                                | Riu salvatge i paisatgístic                | Tennessee |     |
| Shiloh                                                      | Shiloh                                              | Parc militar nacional                      | Tennessee, Mississipi |     |
| Riu Stones                                                  | Stones River                                        | Camp de batalla nacional                   | Tennessee |     |
| Pedreres de Sílex Alibates                                  | Alibates Flint Quarries                             | Monument nacional                          | Texas |     |
| Amistad                                                     | Amistad                                             | Àrea recreativa nacional                   | Texas |     |
| Big Bend                                                    | Big Bend                                            | Parc nacional                              | Texas |     |
| Big Thicket                                                 | Big Thicket                                         | Reserva nacional                           | Texas |     |
| Chamizal                                                    | Chamizal                                            | Monument commemoratiu nacional             | Texas |     |
| Fort Davis                                                  | Fort Davis                                          | Lloc històric nacional                     | Texas |     |
| Muntanyes de Guadalupe                                      | Guadalupe Mountains                                 | Parc nacional                              | Texas |     |
| Llac Meredith                                               | Lake Meredith                                       | Àrea recreativa nacional                   | Texas |     |
| Lyndon B. Johnson                                           | Lyndon B. Johnson                                   | Parc històric nacional                     | Texas |     |
| Illa Padre                                                  | Padre Island                                        | Costa nacional                             | Texas |     |
| Camp de Batalla de Palo Alto                                | Palo Alto Battlefield                               | Parc històric nacional                     | Texas |     |
| Rio Grande                                                  | Rio Grande                                          | Riu salvatge i paisatgístic                | Texas |     |
| Missions de San Antonio                                     | San Antonio Missions                                | Parc històric nacional                     | Texas |     |
| Waco Mammoth                                                | Waco Mammoth                                        | Monument nacional                          | Texas |     |
| Arcs                                                        | Arches                                              | Parc nacional                              | Utah |     |
| Bryce Canyon                                                | Bryce Canyon                                        | Parc nacional                              | Utah |     |
| Canyonlands National Park                                   | Canyonlands                                         | Parc nacional                              | Utah |     |
| Capitol Reef                                                | Capitol Reef                                        | Parc nacional                              | Utah |     |
| Cedar Breaks                                                | Cedar Breaks                                        | Monument nacional                          | Utah |     |
| Clau Daurat                                                 | Golden Spike                                        | Lloc històric nacional                     | Utah |     |
| Natural Bridges                                             | Natural Bridges                                     | Monument nacional                          | Utah |     |
| Pont de l'Arc de Sant Martí                                 | Rainbow Bridge                                      | Monument nacional                          | Utah |     |
| Cova de Timpanogos                                          | Timpanogos Cave                                     | Monument nacional                          | Utah |     |
| Zion National Park                                          | Zion                                                | Parc nacional                              | Utah |     |
| Marsh-Billings-Rockefeller                                  | Marsh-Billings-Rockefeller                          | Parc històric nacional                     | Vermont |     |
| Escull de l'illa Buck                                       | Buck Island Reef                                    | Monument nacional                          | Illes Verges |     |
| Christiansted                                               | Christiansted                                       | Lloc històric nacional                     | Illes Verges |     |
| Badia del riu Salt                                          | Salt River Bay                                      | Parc històric nacional i reserva ecològica | Illes Verges |     |
| Illes Verges                                                | Virgin Islands                                      | Parc nacional                              | Illes Verges |     |
| Escull de Corall de les Illes Verges                        | Virgin Islands Coral Reef                           | Monument nacional                          | Illes Verges |     |
| Appomattox Court House                                      | Appomattox Court House                              | Parc històric nacional                     | Virgínia |     |
| Casa Arlington, El Monument Commemoratiu a Robert E. Lee    | Arlington House, The Robert E. Lee Memorial         | Monument commemoratiu nacional             | Virgínia |     |
| Booker T. Washington                                        | Brooker T. Washington                               | Monument nacional                          | Virgínia |     |
| Cedar Creek i Belle Grove                                   | Cedar Creek and Belle Grove                         | Parc històric nacional                     | Virgínia |     |
| Colonial                                                    | Colonial                                            | Parc històric nacional                     | Virgínia |     |
| Fort Monroe                                                 | Fort Monroe                                         | Monument nacional                          | Virgínia |     |
| Fredericksburg i Spotsylvania                               | Fredericksburg and Spotsylvania                     | Parc militar nacional                      | Virgínia |     |
| Lloc de Naixement de George Washington                      | George Washington Birthplace                        | Monument nacional                          | Virgínia |     |
| George Washington                                           | George Washington                                   | Via parc commemorativa                     | Virgínia, Districte de Colúmbia, Maryland |     |
| Maggie L. Walker                                            | Maggie L. Walker                                    | Lloc històric nacional                     | Virgínia |     |
| Manassas                                                    | Manassas                                            | Parc de camp de batalla nacional           | Virgínia |     |
| Petersburg                                                  | Petersburg                                          | Parc de camp de batalla nacional           | Virgínia |     |
| Bosc de Prince William                                      | Prince William Forest                               | Parc                                       | Virgínia |     |
| Richmond                                                    | Richmond                                            | Parc de camp de batalla nacional           | Virgínia |     |
| Shenandoah                                                  | Shenandoah                                          | Parc nacional                              | Virgínia |     |
| Wolf Trap                                                   | Wolf Trap                                           | Parc nacional per a les arts escèniques    | Virgínia |     |
| Desembarcament d'Ebey                                       | Ebey's Landing                                      | Reserva històrica nacional                 | Washington |     |
| Fort Vancouver                                              | Fort Vancouver                                      | Lloc històric nacional                     | Washington, Oregon |     |
| Llac Chlean                                                 | Lake Chelan                                         | Àrea recreativa nacional                   | Washington |     |
| Llac Roosevelt                                              | Lake Roosevelt                                      | Àrea recreativa nacional                   | Washington |     |
| Mont Rainier                                                | Mount Rainier                                       | Parc nacional                              | Washington |     |
| Cascades del Nord                                           | North Cascades                                      | Parc nacional                              | Washington |     |
| Olímpic                                                     | Olympic                                             | Parc nacional                              | Washington |     |
| Llac Ross                                                   | Ross Lake                                           | Àrea recreativa nacional                   | Washington |     |
| Illa de San Juan                                            | San Juan Island                                     | Parc històric nacional                     | Washington |     |
| Missió de Whitman                                           | Whitman Mission                                     | Lloc històric nacional                     | Washington |     |
| Iqualtat de les Dones Belmont-Paul                          | Belmont-Paul Women's Equality                       | Monument nacional                          | Districte de Colúmbia |     |
| Casa de Carter G. Woodson                                   | Carter G. Woodson Home                              | Lloc històric nacional                     | Districte de Colúmbia |     |
| Jardins de la Constitució                                   | Constitution Gardens                                | --                                         | Districte de Colúmbia |     |
| Teatre Ford                                                 | Ford's Theatre                                      | Lloc històric nacional                     | Districte de Colúmbia |     |
| Monument Commemoratiu a Franklin D. Roosevelt               | Franklin D. Roosevelt Memorial                      | Monument commemoratiu                      | Districte de Colúmbia |     |
| Frederick Douglass                                          | Frederick Douglass                                  | Lloc històric nacional                     | Districte de Colúmbia |     |
| Monument Commemoratiu als Veterans de la Guerra de Corea    | Korean War Veterans Memorial                        | Monument commemoratiu                      | Districte de Colúmbia |     |
| Monument Commemoratiu a Lincoln                             | Lincoln Memorial                                    | Monument commemoratiu                      | Districte de Colúmbia |     |
| Abreda Commemorativa a Lyndon Baines Johnson al Potomac     | Lyndon Baines Johnson Memorial Grove on the Potomac | Abreda commemorativa                       | Districte de Colúmbia |     |
| Monument Commemoratiu a Martin Luther King, Jr.             | Martin Luther King, Jr. Memorial                    | Monument commemoratiu                      | Districte de Colúmbia |     |
| Casa de Consell de Mary McLeod Bethune                      | Mary McLeod Bethune Council House                   | Lloc històric nacional                     | Districte de Colúmbia |     |
| Parcs de la Capital Nacional                                | National Capital Parks                              | --                                         | Districte de Colúmbia, Maryland |     |
| National Mall                                               | National Mall                                       | --                                         | Districte de Colúmbia |     |
| Avinguda Pennsilvània                                       | Pennsylvania Avenue                                 | Lloc històric nacional                     | Districte de Colúmbia |     |
| Rock Creek                                                  | Rock Creek                                          | Parc                                       | Districte de Colúmbia |     |
| Illa de Theodore Roosevelt                                  | Theodore Roosevelt Island                           | Monument commemoratiu nacional             | Districte de Colúmbia |     |
| Monument Commemoratiu a Thomas Jefferson                    | Thomas Jefferson Memorial                           | Monument commemoratiu                      | Districte de Colúmbia |     |
| Vietnam Veterans Memorial                                   | Vietnam Veterans Memorial                           | Monument commemoratiu                      | Districte de Colúmbia |     |
| Monument a Washington                                       | Washington Monument                                 | Monument                                   | Districte de Colúmbia |     |
| Parc del President (Casa Blanca)                            | President's Park (White House)                      | --                                         | Districte de Colúmbia |     |
| Monument Commemoratiu a la Primera Guerra Mundial           | World War I Memorial                                | Monument commemoratiu                      | Districte de Colúmbia |     |
| Monument Commemoratiu a la Segona Guerra Mundial            | World War II Memorial                               | Monument commemoratiu                      | Districte de Colúmbia |     |
| Bluestone                                                   | Bluestone                                           | Riu paisatgístic nacional                  | Virgínia de l'Oest |     |
| Gauley River                                                | Gauley River                                        | Àrea recreativa nacional                   | Virgínia de l'Oest |     |
| Harpers Ferry                                               | Harpers Ferry                                       | Parc històric nacional                     | Virgínia de l'Oest, Virgínia, Maryland |     |
| New River Gorge                                             | New River Gorge                                     | Riu nacional                               | Virgínia de l'Oest |     |
| Illes Apostle                                               | Apostle Islands                                     | Riba de llac nacional                      | Wisconsin |     |
| Saint Croix                                                 | Saint Croix                                         | Riu paisatgístic nacional                  | Wisconsin |     |
| Devils Tower                                                | Devils Tower                                        | Monument nacional                          | Wyoming |     |
| Fort Laramie                                                | Fort Laramie                                        | Lloc històric nacional                     | Wyoming |     |
| Fossil Butte                                                | Fossil Butte                                        | Monument nacional                          | Wyoming |     |
| Grand Teton                                                 | Grand Teton                                         | Parc nacional                              | Wyoming |     |
| John D. Rockefeller                                         | John D. Rockefeller                                 | Via parc commemorativa                     | Wyoming |     |
| Yellowstone                                                 | Yellowstone                                         | Parc nacional                              | Wyoming, Idaho, Montana |     |